# Uatap
Uatap nebo Otap (abchazsky Уатаԥ, gruzínsky ოტაფი – Otapi) je vesnice v Abcházii v okrese Očamčyra. Leží přibližně 28 km severně od okresního města Očamčyra. Obec sousedí na západě se Člou, na východě s Arasadzychem, který odděluje potok Uays, a na jihu s Tchynou. Na sever od obce se nachází těžko prostupný horský terén Kodorského hřbetu. Obcí protéká řeka Otap.
Oficiálním názvem obce je Vesnický okrsek Uatap (rusky Отапская сельская администрация, abchazsky Уатаԥ ақыҭа ахадара). Za časů Sovětského svazu se okrsek jmenoval Otapský selsovět (Отапский сельсовет).

## Části obce
Součástí Uatapu jsou následující části:
- Uatap / Otap (Уатаԥ)
- Adleiá / Pašu Ipacwa Pchu (Aдлеиаа рхәы / Пашә иԥацәа рхәы)
- Acuta (Ацуҭа)
- Ašancara (Ашьанҵара)
- Bramba / Mramba (Брамба / Мрамба)
- Kur Ikvara (Кәыр икәара)
- Clychumyrá / Džanymá (Ҵлыхәмыраа / Џьанымаа)

## Historie
V obci se nachází systém jeskyní, které v současnosti slouží jako turistická atrakce. Jedna z nich se nazývá Abraskil a dle abchazských legend byl k hoře na území Uatapu připoután bájný hrdina Abrskil. Tato legenda velice připomíná starořeckou báj o Prométheovi.
Do 60. letech se obec jmenovala oficiálně Otapi a byla součástí sousedního Člou.

## Jeskyně Abrskil
V obci se nachází dvě významné jeskyně: Abrskil a Ačkityzga.
Abrskil (nebo „Abrskila“) byl pojmenován po hrdinovi abchazského národního eposu Abrskilovi. Podle profesora Šalvy Inal-ipy se jedná o nejrozsáhlejší jeskyni na celém Kavkazu. Uvnitř se nacházejí jeskynní stěny vysoké 30 až 40 metrů a celý krasový útvar je dlouhý více než 2 km, ale veřejnosti je přístupný pouze úsek o délce 1500 až 1700 m

## Obyvatelstvo
Dle nejnovějšího sčítání lidu z roku 2011 je počet obyvatel této obce 185 a jejich složení následovné:
- 183 Abchazů (98,9 %)
- 2 příslušníci ostatních národností (1,1 %)

Před válkou v Abcházii žilo v obci bez přičleněných vesniček 225 obyvatel a celkově 433 obyvatel. V Otapském selsovětu v roce 1959 žilo 625 obyvatel.